# 財務省 (インド)
財務省（ざいむしょう、英語: Ministry of Finance）は、インドの行政機関の一つである。課税、金融関連法令、金融機関、資本市場、中央政府・州政府の財政や連邦政府予算を所掌している。

## 組織
インドの財務省は5つの部門で構成されています。 

### 経済局
国内および国際的な経済運営に関する経済政策や経済計画を策定し監視することを担当している。主な任務は、連邦政府予算案と連邦直轄地などの予算案を編成し議会へ提出することである。

### 歳出局
中央政府における公的財政管理システムの監督を担当している。

### 歳入局
歳入局は、歳入担当事務次官（Secretary(Revenue)）の包括的な指揮と管理の下に置かれている。直接税中央委員会（CBDT）と間接税・関税中央委員会（CBIC）という2つの機関を通じて、直接税と間接税に関連する業務を所管している。

### 金融サービス局
銀行業、保険業や政府機関および民間企業が提供する金融サービスなどを所掌している。さらには年金制度改革や産業金融、零細・中小企業についても所掌する。
年金基金規制開発機構（PFRDA）は、金融サービス局が所管する法定機関である。

### 投資・公共資産管理局
1999年12月に独立した省として投資省が設立され、2004年5月に投資局となり財務省の下部組織に編入された。2016年4月、投資局から投資・公共資産管理局（DIPAM）へと改称した。